# Alfred Gehri
Alfred Gehri (Morges, 28 marzo 1895 – Morges, 8 gennaio 1972) è stato un commediografo, sceneggiatore e regista svizzero, di lingua francese.

## Biografia
Gehri ha studiato commercio nella sua città natale, poi ha partecipato alla prima guerra mondiale. Dopo la guerra si stabilì a Berlino, da dove inviò corrispondenza riguardante il cinema tedesco alla rivista Revue suisse du cinéma, pubblicata a Losanna.
Nel 1921 fece il suo debutto cinematografico come sceneggiatore e regista del film L'Enfance qui meurt, un film basato su materiale documentario riguardante la carestia nella regione del Volga, parzialmente finanziato dalla filiale svizzera della Croce Rossa; insieme all'attrice protagonista Marion Dores ha girato in Polonia il suo film. Nel 1923 ha girato un secondo film, Le Satyre du Bois-Gentil, con protagonista il designer e decoratore Gaston Faravel. Insieme a Faravel e molti altri partner, ha fondato una compagnia teatrale a Morges, che ha messo in scena uno spettacolo basato sul suo atto unico Le Magasin de pompes funèbres.
A metà degli anni venti si stabilì a Parigi, agì come giornalista e scrittore di prosa, negli anni 1929-1932 fu l'amministratore della compagnia teatrale di Georges Pitoev. Su vari palcoscenici parigini vennero messe in scena quindici delle sue commedie in un atto, tra cui Le Mariage des frères siamois (1925), Deux vieux amis (1931), La Femme au masque (1935) e Le Bureau central des idées (1937), che tra l'altro ispirò Jean Giraudoux nella creazione del famoso dramma Apollo Bellaksky.
La vera fama di Gehri la ottenne dal suo primo dramma in tre atti Sixième étage, messo in scena per la prima volta l'11 marzo 1937 a Losanna, ma che attirò un'ampia attenzione del pubblico sei mesi dopo, con la prima parigina. Si ritiene che in trenta anni questa commedia sia stata tradotta in venticinque lingue e abbia raggiunto il numero di 15.000 rappresentazioni.  Ad esempio, in Unione Sovietica, è diventato il primo spettacolo teatrale messo in scena da Georgy Tovstonogov dopo essere venuto al Teatro Bol'šoj nel 1956. L'opera è un quadro realistico-patetico di un ambiente piccolo borghese presentato con grande abilità e con soluzioni drammaturgiche e scenografiche abbastanza insolite e suggestive.
Gehri pubblicò successivamente due commedie e il suo libro di memorie intitolato Le Roman d'une pièce:Sixième étage (1947).
Nel 1938 tornò a Morges. Continuò a esibirsi con nuove commedie, tra le altre cose, nel 1944 realizzò un adattamento per il palcoscenico svizzero dell'opera teatrale di Nikolaj Vasil'evič Gogol' L'ispettore generale. Nel 1940 divenne uno dei cofondatori della Società dei drammaturghi francofoni della Svizzera, nel 1947 fondò la sezione svizzera della Società dei drammaturghi e la diresse fino al 1969.

## Opere
- Le Mariage des frères siamois (1925);
- Deux vieux amis (1931);
- La Femme au masque (1935);
- Le Bureau central des idées (1937);
- Sixième étage (1937).